# Rhusia stodruga
Rhusia stodruga är en insektsart som beskrevs av Irena Dworakowska 1981. Rhusia stodruga ingår i släktet Rhusia och familjen dvärgstritar. Inga underarter finns listade i Catalogue of Life.